# Nymphatelinoidea
De Nymphatelinoidea zijn een superfamilie van uitgestorven kreeftachtigen uit de klasse van de Ostracoda (mosselkreeftjes).

## Familie
- Nymphatelinidae Siveter, Siveter, Sutton & Briggs, 2007 †